# Малые Мурлы
Малые Мурлы — упразднённая деревня в Тарском районе Омской области России. Входила в состав Нагорно-Ивановского сельсовета. Упразднена в 1972 году.

## География
Деревня располагалась в 3,5 км к юго-востоку от деревни Усть-Тара, на правом берегу реки Тара.

## История
Основана в 1826 г. В 1928 году деревня Ново-Троицкая состояла из 66 хозяйств. В административном отношении входила в состав Старо-Логиновского сельсовета Евгащинского района Тарского округа Сибирского края. До 1950 г. в деревне действовал колхоз «Яш-Куч», затем деревня вошла в качестве одного из отделений укрупненного «Октябрь». Исключена из учётных данных в 1972 г.

## Население
По данным переписи 1926 года в деревне проживало 188 человек (96 мужчин и 92 женщины), основное население — тептяри.